# 可读性
阅读、写作的可读性（英語：readability）不等於印刷领域的易认性（legibility），特指某种写作风格的产物。多方面的研究显示，容易阅读的文本可以增进理解程度，强化阅读印象，提高阅读速度，并让人坚持阅读。文本可读性的检测，可以为特定的读者群体或学生年级，提供比较文本内容在语义和语法方面的适宜程度的信息。
易读性是文本与读者互动的结果。从读者的角度看，影响可读性的因素包括：一、背景知识，二、阅读技能，三、兴趣，四、动机。从文本的角度看，影响因素包括：一、内容，二、风格，三、工艺，四、结构。所谓工艺，包括媒介、行款、插图、阅读与跳转辅助、印刷字型以及颜色。正确运用印刷字号、行间距、栏宽、文字颜色背景反差与空白，也能使文本容易阅读。（详情参看字体排印学中的易認性和可讀性段落。）
在语言专家那里，“可读性”成了一种由“可读性公式”计算得到的分数，这种公式是根据“劳动密集型”的可读性调查并经过不断修正而得出的。这些公式广泛应用于对文本与读者群体的阅读水平加以匹配。
多方面的研究显示，各种流行的可读性公式也没有百分之百的精准，而只是为阅读文本所需的技能给出一个“不错的粗略估计”。可读性公式已经帮助了全世界数以百万计、讲不同语言的读者。如果说这些公式还有什么问题，那也只能说是应用得还不够充分。图书出版人评价文本的阅读水平时不仅会用到可读性公式，还会使用“词频列表”。一个词语的使用频率也是其易用性的优良指标。文本水平：一种基于训练和经验，对文本的主观性评估，则是另一种辅助运用公式的重要工具。
自1930年代以来的国民语文能力调查显示，美国成年人的平均阅读能力相当于八年级的水平。许多学生的阅读能力“低于所在年级的水平”。例如，许多高中学生的阅读能力相应当八年级水平，而大学毕业生的阅读能力相当于十年级水平。通过练习，没有怎么受过正规教育的读者往往也能成为高水平的阅读者。（DuBay 2006, National Assessment of Adult Literacy）
几乎所有的当今文坛巨星们的作品都属于七年级水平，包括约翰·格里森姆、斯蒂芬·金、J·K·罗琳和丹·布朗。专家现在还建议法律和医学文书的写作符合七年级水平。法律还常常要求医疗和保险文书的写作符合五年级水平。学习为一群跟自己水平不同的读者写作是很有难度的。这需要一定的方法和培训以及大量的实践。正如雅克·巴尔赞所言：“‘简单英语’并非任何人的母语。”
作家、编辑和出版人也经常做一些直觉性的可读性评价，基于经验、对其目标读者群的洞见以及从大量的可读性调查结果的评价中推导出的相当数量的原则性知识。